# 蓝玉 (1931年)
蓝玉（1931年8月—），又名兰玉，浙江丽水人，畲族，中华人民共和国高级工程师，工作于浙江省龙泉市林业科学研究所。
1958年毕业于南京林学院，曾为浙江省劳动模范，全国“五一”劳动奖章获得者，第六届全国人大代表。